# M'bar N'Diaye
M'bar N'Diaye (Parigi, 15 giugno 1983) è un taekwondoka francese.

## Palmarès
- Europei

Baku 2014: bronzo negli 87 kg.